# 東京2020オリンピック・パラリンピック招致委員会
特定非営利活動法人東京2020オリンピック・パラリンピック招致委員会（とうきょう2020オリンピック・パラリンピックしょうちいいんかい）は、2020年東京オリンピック構想に基づき、2020年のオリンピック・パラリンピックの開催地を東京に招致することを目的として活動していたNPO法人。所管庁は東京都。

## 設立まで
2003年、日本オリンピック委員会の竹田恆和会長は、オリンピック活動の推進などスポーツ振興活動を行うための任意団体日本オリンピアンズ協会を設立し会長となった。同団体は2007年2月、NPO法人に昇格。
2007年3月には、2016年東京オリンピック構想の実現のため、特定非営利活動法人東京オリンピック・パラリンピック招致委員会が設置（会長は東京都知事石原慎太郎）。11月19日、同法人の依頼により、最高顧問に内閣総理大臣（当時は福田康夫）、特別顧問に全大臣、顧問に全副大臣がそれぞれ就任。
2009年、2016年夏季オリンピックの開催地選考ではリオデジャネイロに破れた。
2010年、同法人は国際スポーツ東京委員会と改称した。

## 設立から

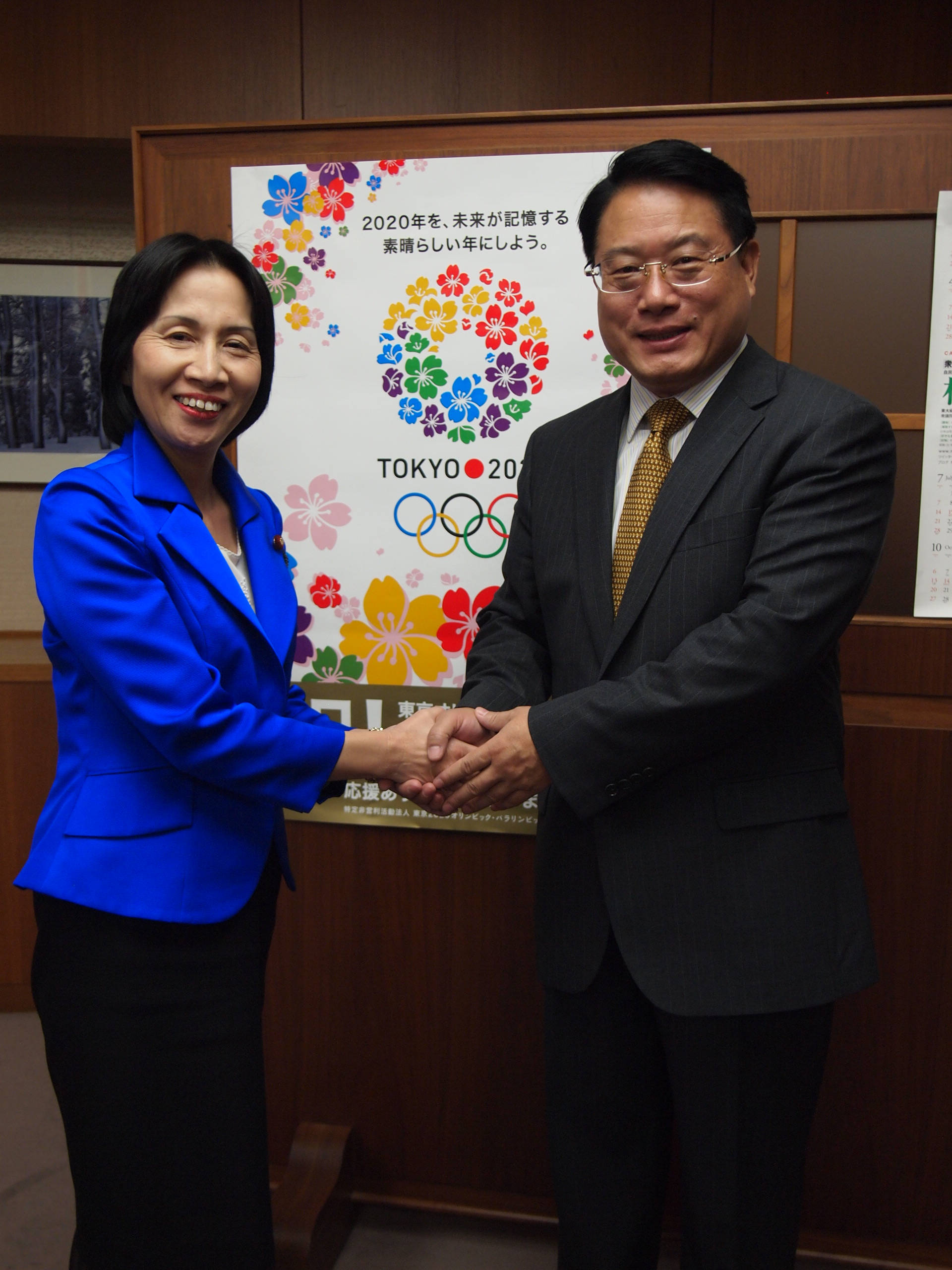
2013年11月5日、東京都千代田区の経済産業省で、国際連合工業開発機関事務局長の李勇と会談した同省副大臣の松島みどり（左）と招致委員会のポスター（後方。ロゴマーク）。

2011年4月10日、石原慎太郎は2011年東京都知事選挙で4選を果たし、2020年オリンピック開催地への立候補を表明。電通から6億9,000万円を借り入れて活動費の不足を補い、2020年東京オリンピック構想に基づき、9月15日、会長を石原慎太郎、理事長を日本オリンピック委員会の竹田恆和会長とする特定非営利活動法人東京2020オリンピック・パラリンピック招致委員会を設立し、第1回理事会が開かれた。
11月28日には評議会議長森喜朗のもと第1回評議会が開催され、11月30日にはロゴマークが制定された。この月、電通と「スポンサー集めの専任代理店」契約を締結。
また12月13日には、野田内閣がオリンピック・パラリンピック競技大会に関して閣議了解を行い、大会招致活動などのために必要な支援をする方針を示した。
理事、幹事、評議会には国内でのスポーツ関係者から政治家、芸術家まで様々な人物が名を連ねていた。
2013年9月7日、2020年夏季オリンピックの開催地選考で招致に成功したことから、2014年1月に解散手続きを開始。同年4月、東京都は報道メディア向けに、招致活動の正確な記録として「2020年オリンピック・パラリンピック競技大会招致活動報告書」を発表した。ただし報告書の詳細はインターネットでは開示されていない（2016年現在）。
大会の運営は、東京オリンピック・パラリンピック競技大会組織委員会に移行された。

## メンバー
★は理事会/評議会の両方

### 理事会
2012年6月時点。
- 理事長

竹田恆和（公益財団法人 日本オリンピック委員会 会長）
- 副理事長/専務理事

水野正人（公益財団法人 日本オリンピック委員会 副会長）
- 副理事長

福田富昭（公益財団法人 日本オリンピック委員会 副会長）
市原則之（公益財団法人 日本オリンピック委員会 専務理事）
伍藤忠春（公益財団法人 日本障害者スポーツ協会　副会長）
佐藤広（東京都 副知事）
- 理事

岡崎助一（公益財団法人 日本体育協会 専務理事）
橋本聖子（オリンピアン、公益財団法人 日本オリンピック委員会 理事）
鈴木大地（オリンピアン、公益財団法人 日本オリンピック委員会 国際専門部会員）
成田真由美（パラリンピアン）
荒木田裕子（公益財団法人 日本オリンピック委員会 理事、アスリート専門部会長）
野上義二（公益財団法人 日本オリンピック委員会 理事、国際専門部会長）
河野一郎（公益財団法人 日本オリンピック委員会 理事、元東京2016招致委員会 事務総長）
中森康弘（公益財団法人 日本オリンピック委員会 総合企画・国際部長、元東京2016招致委員会 事務次長）
細井優（東京都 スポーツ振興局長）
- 監事

深津泰彦（公益財団法人 日本オリンピック委員会 監事）
安藤立美（東京都 財務局長）

### 評議会
以下は民主党時代。途中で自民党に政権が移り、顧問の多くが入れ替わった。
この他、当時のホームページには秋元康や安藤忠雄の名前もある。
- 【会長】
- 石原慎太郎
- → 猪瀬直樹
- 【副会長】
- 森喜朗（議長）
- 竹田恆和★
- 米倉弘昌
- 岡村正
- 【事務総長】
- 小倉和夫
- 【事務総長代行】
- 樋口修資
- 【委員】
- 水野正人★
- 猪谷千春
- 岡野俊一郎
- 鳥原光憲
- 張富士夫

- 山田啓二
- 達増拓也
- 村井嘉浩
- 佐藤雄平
- 長谷川閑史
- 槍田松瑩
- 中村芳夫
- 上條清文
- 河野一郎★
- 松本正之
- 広瀬道貞
- 秋山耿太郎
- 古賀伸明
- 福井正興
- 相川敬
- 石澤義文
- 成清一臣
- 安西祐一郎

- 島村宜伸
- 土川健之
- 仲田和雄
- 松本好雄
- 石黒克巳
- 笹川陽平
- 王貞治
- 樋口久子
- 川淵三郎
- 鈴木寛
- 遠藤利明
- 奥村展三
- 溝畑宏
- 細井優★
- 【最高顧問】
- 野田佳彦
- 【特別顧問】
- 川端達夫

- 平岡秀夫
- 玄葉光一郎
- 安住淳
- 中川正春
- 小宮山洋子
- 鹿野道彦
- 枝野幸男
- 前田武志
- 細野豪志
- 一川保夫
- 藤村修
- 山岡賢次
- 自見庄三郎
- 古川元久
- 蓮舫
- 平野達男
- 麻生太郎

## 招致活動に関するトラブル

### 2016年招致活動の高額経費
2010年、東京都議会議員らは、2016年招致活動での高額支出について、次のような内容を招致委員会に喚問した。招致本部の招致推進部長は、映像制作会社ニュー・ムーン社に支払った製作費5億円の明細や、同社以外の制作会社の名称は不明であると回答した。
- 2016年招致の総経費が約150億円（東京都分担金は18億円）であったことについて。
- 招致を申請した段階で約1,700万円が、立候補都市に選定された段階で約5,500万円が、IOCに送金されていたことについて。
- 東京都が負担した2009年6月の対IOC委員プレゼンテーション費用（麻生前首相の1分半のメッセージ映像410万円など、総額2億475万円）について。
- イギリスの映像制作会社ニュー・ムーン社に依頼した映像製作費（10分間の映像5億円）について。
- 上記の会社以外に、契約していた映像会社の名称について。
- 電通と招致委員会との間の2016年招致活動の契約の費用や内訳、また費用積算方法について[注 3]。
- 電通と招致委員会との間で、招致ポスター7種のデザイン管理業務（経費1,100万円）の随意契約が行われていたことについて。
- 招致委員会が電通から、2020年招致活動に関して6億9,000万円の資金を借り入れる予定であることについて[注 4]。

#### 2016年招致活動の経理書類の紛失
2012年の調査報道によれば、東京都（当時の都知事は石原慎太郎）は、2016年招致活動の8事業の支出計約18億円分の経理書類について、保存期間内であったにもかかわらず、紛失したとして保存していなかった。

### 2020年招致活動での疑わしい送金
2016年5月16日、フランス検察当局（国家金融検察庁）の発表により、招致委員会が2013年7月と10月、当時の国際陸上競技連盟の会長ラミーヌ・ディアックの息子の関係するシンガポールのブラック・タイディングス社（BT社）の銀行口座に、「東京五輪招致」の名目で2億4800万円以上の金額を送金していたことが発覚した。また、外紙やフランス検察当局の捜査で、「コンサルタント料」の送金先であるBT社が、元電通専務で2020東京五輪組織委理事高橋治之の推薦した会社だと報道されている。専務理事だった水野正人は、当時は自身は海外で招致活動を続けていたため契約に関与していなかったが、「コンサルタント料」を支払った契約自体は正当なものだったと語った。

#### 手数料8.9億円
2020年3月31日、ロイター通信がオリンピック招致を巡り高橋治之が招致委員会から820万ドル相当の資金を受け取り、IOC委員にロビー活動を行っていたと報じたことについて、支払いの一部は（賄賂ではなく）スポンサー集めの「コミッション（手数料）」だったと説明した。

#### 1.4億円が嘉納財団へ
上述のように招致委員会から高橋治之へおよそ8億9000万～9億円の支払いがあったのと同様に、森喜朗がトップの代表理事を務める嘉納治五郎財団にもおよそ1億4500万円の支払いがあったことが確認されている。日本検察からフランス検察に銀行口座などの情報提供があったと報じられ、IOC委員を巡る国際的な贈収賄事件に関連するものと見られている。
この嘉納財団について元労相の山口敏夫は「（明治神宮外苑再開発を中心に）東京大再開発のために東京五輪招致をやり、この招致に嘉納財団が関わり、息子伸晃を総理にしたかった石原慎太郎を2011年の都知事4選にかつぎだしたのが森さんだった」という。また、この嘉納財団には当時の菅義偉内閣官房長官の依頼で、里見治セガサミーホールディングス会長が数億円寄付したことを公表している。その際、菅は里見に「この財団はブラックボックスになっているから足はつきません。国税も絶対に大丈夫です」と述べたという。